# Запис Јовановића крушка (Пардик)
Запис Јовановића крушка (Пардик) се налази на парцели чији је власник Јовановић Јасминка.

## Локација
| Општина             | Ражањ                                                                       |
| Катастарска општина | Пардик                                                                      |
| Потес               | Село                                                                        |
| Координате          | 43° 42′ 42″ С; 21° 34′ 53″ И / 43.711599999999997° С; 21.581299999999999° И |
| Надморска висина    | 290m                                                                        |

## Карактеристике
Дендрометријске вредности утврђене на терену и сателитским снимцима:
| Стабло                     | Крушка |
| Висина стабла              | m      |
| Обим дебла                 | m      |
| Пречник крошње             | 9m     |
| Пречник дебла              | m      |
| Висина дебла до прве гране | m      |

## База записа
Запис је у оквиру Викимедија пројекта "Запис - Свето дрво" заведен под редним бројем 0903.